# 帕科卡瓦山 (卡魯馬斯-坎達拉韋)
16°47′57″S 70°15′11″W / 16.79917°S 70.25306°W
帕科卡瓦山（Phaq'u Q'awa），是秘魯的山峰，位於該國南部莫克瓜大區和塔克納大區，由卡魯馬斯區和坎達拉韋區負責管轄，屬於安地斯山脈的一部分，海拔高度4,796米。